# 易學清
易學清（1840年—1920年），字兰池，广东鹤山人，清朝政治人物、进士出身。
清同治七年（1868年）考上進士，担任户部主事，主讲端溪书院、羊城书院。清末担任廣東諮議局議長，后参加辛亥革命。1918到1919年廣州市政公所開闢文德路時，曾遭到其帶頭反對。